# Woiwodschaft Ciechanów

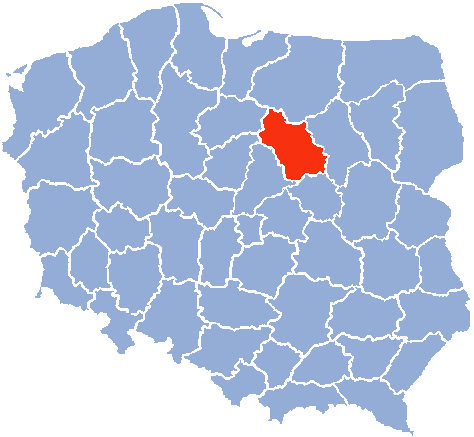
Politische Karte Polens, Woiwodschaft Ciechanów rot hervorgehoben

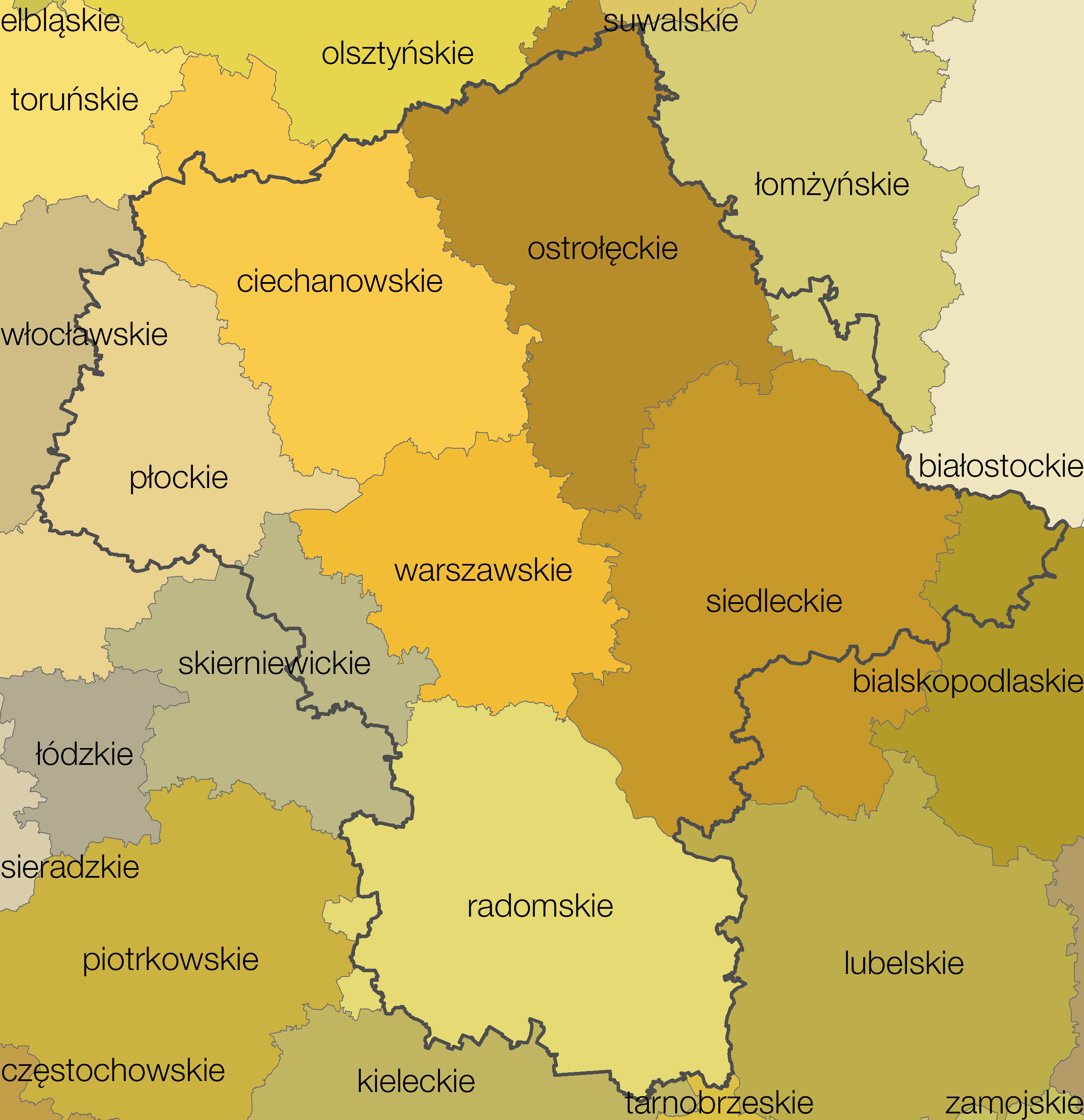
Woiwodschaft Ciechanów (in gelb) neben anderen 1998 überwiegend aufgegangen in der Woiwodschaft Masowien

Die Woiwodschaft Ciechanów (polnisch Województwo ciechanowskie) war in den Jahren 1975 bis 1998 eine polnische Verwaltungseinheit, die im Zuge einer Gebietsreform in der heutigen Woiwodschaft Masowien aufging. Hauptstadt war Ciechanów.
Bedeutende Städte waren (Einwohnerzahlen vom 30. Juni 2014):
- Ciechanów (44.673)
- Mława (30.893)
- Płońsk (22.435)
- Działdowo (21.507)